# Liste der Straßen und Plätze in Berlin-Rummelsburg

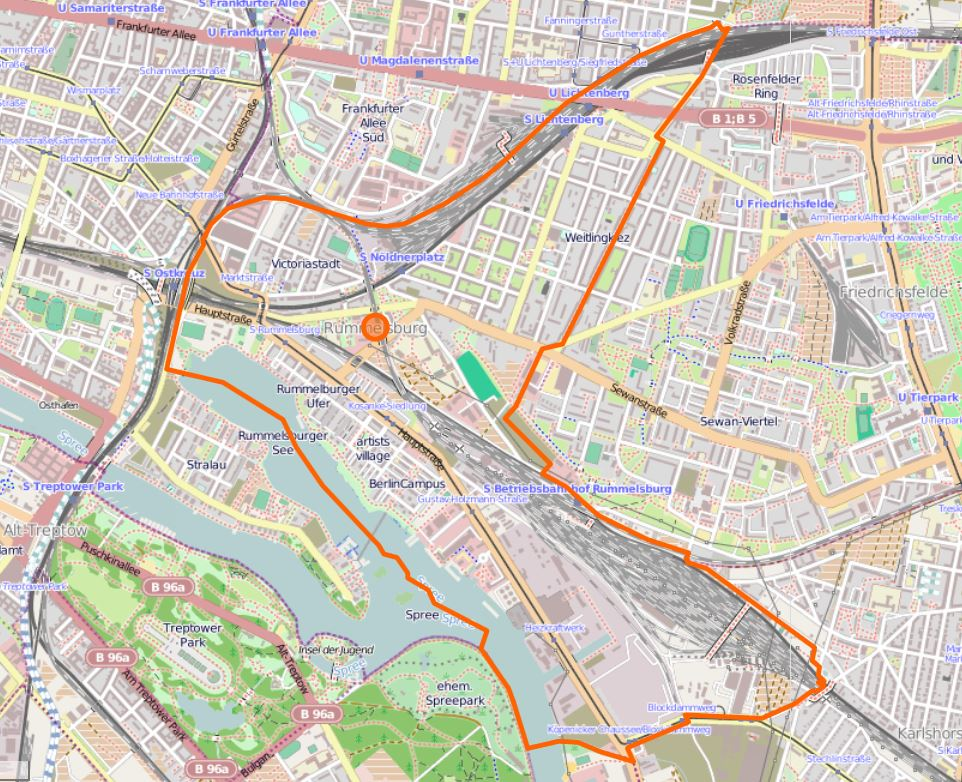
Übersichtsplan von Berlin-Rummelsburg
(aus: OpenStreetMap)

Die Liste der Straßen und Plätze in Berlin-Rummelsburg ist eine Übersicht der in dem Berliner Ortsteil Rummelsburg im Bezirk Lichtenberg historisch oder gegenwärtig vorhandenen Straßen und Plätze. Gleichzeitig ist diese Zusammenstellung ein Teil der Listen aller Berliner Straßen und Plätze.

## Überblick

### Allgemeines
Das Gebiet des Ortsteils Rummelsburg umfasst im Wesentlichen die östlich der Berliner Ringbahn gelegenen Teil der ehemaligen Gemeinde Boxhagen-Rummelsburg sowie den daran im Nordosten anschließenden Weitlingkiez. Rummelsburg ist wie folgt begrenzt:
- Im Westen durch die Anlagen der Berliner Ringbahn
- im Norden durch die Verbindungsbahn von Lichtenberg zur Ringbahn und die Ostbahn (einschließlich der Bahnanlagen)
- im Osten durch die Rosenfelder Straße und die Marie-Curie-Allee
- im Südosten durch die Wallensteinstraße einschließlich der Bahnanlagen der Bahnstrecke nach Frankfurt (Oder)
- im Süden durch den Blockdammweg und den Hohen Wallgraben
- im Südwesten durch die Spree und den Rummelsburger See

Der längste Verkehrsweg ist die Hauptstraße, die mit ihrer Verlängerung Köpenicker Chaussee den Ortsteil in Nordwest-Südost-Richtung durchquert. Die meisten Straßen in Rummelsburg liegen in den Wohngebieten Weitlingkiez und Victoriastadt; nähere Informationen zu ihnen sind in den Artikeln zu den Wohngebieten dargestellt. Nach dem Jahr 2000 entstand im Südwesten des Ortsteils die Wasserstadt Rummelsburger Bucht mit einer Reihe neuer Straßen und Plätze.
Rummelsburg hat 26.996 Einwohner (Stand: 31. Dezember 2023) und umfasst die Postleitzahl 10317, wobei einzelne Straßen an den Rändern des Ortsteils den Postleitzahlbereichen 10315, 10316 und 10318 zugeordnet sind.

## Übersicht der Straßen und Plätze
Die nachfolgende Tabelle gibt eine Übersicht über die vorhandenen Straßen und Plätze im Ortsteil sowie einige dazugehörige Informationen.
- Name/Lage: aktuelle Bezeichnung der Straße oder des Platzes. Über den Link Lage kann die Straße oder der Platz auf verschiedenen Kartendiensten angezeigt werden. Die Geoposition gibt die Lage der ungefähren Mitte der Straßenlänge an.
- Im amtlichen Straßenverzeichnis nicht aufgeführte Verkehrswege sind mit * gekennzeichnet.
- Ehemalige oder nicht mehr gültige Straßennamen sind kursiv gesetzt. Für bedeutende ehemalige Straßen oder historische Straßennamen ist gegebenenfalls eine gesonderte Liste vorhanden.
- Länge/Maße in Metern:
Die in der Übersicht enthaltenen Längenangaben sind  gerundete Übersichtswerte, die in Google Earth mit dem dortigen Maßstab ermittelt wurden. Sie dienen Vergleichszwecken und werden, sofern amtliche Werte bekannt sind, ausgetauscht und gesondert gekennzeichnet.
Bei Plätzen sind die Maße in der Form a × b für rechteckige Anlagen und für (ungefähr) dreieckige Anlagen als a × b × c mit a als längster Seite angegeben.
Sofern die Straße auch in benachbarte Ortsteile weiterführt, gibt der Zusatz ‚im Ortsteil‘ an, wie lang der Straßenabschnitt innerhalb des Ortsteils dieses Artikels ist.
- Namensherkunft: Ursprung oder Bezug des Namens.
- Anmerkungen: weitere Informationen über anliegende Baudenkmale oder Institutionen, die Geschichte der Straße und historische Bezeichnungen.
- Bild: Foto der Straße oder eines anliegenden Objektes.

| Name/Lage                          | Länge/Maße (in Metern)                            | Namensherkunft | Datum der Benennung    | Anmerkungen | Bild |
| ---------------------------------- | ------------------------------------------------- | --- | ---------------------- | --- | --- |
| Alice-und-Hella-Hirsch-Ring (Lage) | 0500 (U-förmig, 200 + 100 + 200)                  | Alice Hirsch (1923–1943) und Hella Hirsch (1921–1943), Widerstandskämpferinnen                                                                               | 15. März 2003          | Die u-förmige Straße liegt im Wohngebiet Rummelsburger Bucht. Sie beginnt und endet an der Hauptstraße. Die Schwestern Alice und Hella Hirsch gehörten zur jüdischen antifaschistischen Widerstandsgruppe um Herbert Baum. | Ecke Alice-und-Hella-Hirsch-Ring/An der Bucht                                                                        |
| Am alten Lokschuppen (Lage)        | 0300 (im Ortsteil)                                | Lokschuppen des Bahnhofs Lichtenberg | 2011                   | Der Verbindungsweg von der Buchberger Straße zum S-Bahnhof Nöldnerplatz wurde früher umgangssprachlich Schwarzer Weg wegen seines Schlackebelags benannt und bekam 2011 seinen jetzigen Namen. Ein kleines Teilstück liegt im Ortsteil Lichtenberg | |
| Am Bremsenwerk (Lage)              | 0150                                              | Früheres Werk der Knorr-Bremse AG | 29. Dez. 2014          | Der westliche Teil der Kaskelstraße wurde Ende 2014 in Am Bremsenwerk umbenannt. Hierbei handelt es sich um eine Sackgasse, die zwischen den denkmalgeschützten Gebäuden des früheren Bremsenwerkes verläuft. | |
| An den Eiswerken (Lage)            |                                                   | ehemalige Norddeutsche Eiswerke am Rummelsburger See | 16. Dez. 2020          | Die Straße liegt im Wohngebiet Rummelsburger Bucht. | |
| An den Knabenhäusern (Lage)        | 0230                                              | Knabenhäuser im Friedrichs-Waisenhaus Rummelsburg | 15. März 2003          | Die Privatstraße im Wohngebiet Rummelsburger Bucht ist nach den beiden einzigen erhaltenen und denkmalgeschützten Unterbringungsgebäuden eines ehemaligen großen Waisenhauskomplexes benannt. | |
| An der Bucht (Lage)                | 0750                                              | Lage an der Rummelsburger Bucht | 22. Mai 2003           | Die Straße durchzieht das Wohngebiet Rummelsburger Bucht parallel zur Hauptstraße. | Straße An der Bucht                                                                                                  |
| An der Mole (Lage)                 |                                                   | Mole, Damm in einen See | 16. Dez. 2020          | Die Straße liegt im Wohngebiet Rummelsburger Bucht. | |
| Archibaldweg (Lage)                | 0750                                              | Archibald, männlicher Vorname | 11. Mai 1938           | Die Straße verläuft zwischen Stadthausstraße und Münsterlandstraße parallel zur Trasse der Ostbahn teils im Weitlingkiez und teils in der Victoriastadt. Das westliche Teilstück entstand 1887 und hieß Liebigstraße. Das östliche Teilstück trug seit 1900 den Namen Ostbahnstraße. 1938 wurden die Teile unter dem neuen gemeinsamen Namen zusammengeführt. Eine Wohnanlage im Block Archibaldweg / Gisela- / Rupprecht- / Münsterlandstraße (1925–1930 von Bruno Ahrends gebaut) steht unter Denkmalschutz. | Archibaldstraße, Victoriastadt                                                                                       |
| Bietzkestraße (Lage)               | 040 (im Ortsteil)                                 | Kurt Bietzke (1894–1943), Widerstandskämpfer | 31. Mai 1951           | Von 1900, als die bauliche Erschließung des Gebietes begann, bis 1951 hieß sie Fürst-Bismarck-Straße. Der größte Teil der Straße liegt im Ortsteil Friedrichsfelde, nur die westlich der Marie-Curie-Allee gelegenen Hausnummern 1 bis 4 liegen in Rummelsburg. An ihrem westlichen Ende geht die Delbrückstraße in die Sophienstraße über; an dieser Stelle verlief bei der Entstehung der Straße die Gemeindegrenze zwischen Lichtenberg und Friedrichsfelde. | |
| Blockdammweg (Lage)                | 0650                                              | früherer Damm in der Nähe der Spree | 1897                   | Die Straße liegt auf der Grenze zum Ortsteil Karlshorst. Sie verläuft von der Köpenicker Chaussee bis zur Bahnstrecke Berlin–Frankfurt (Oder). Zu Beginn des 20. Jahrhunderts siedelten sich entlang der Straße Großunternehmen wie das Gaswerk Friedrichsfelde mit zugehörigen Verwaltungs- und Wohngebäuden an. Die erhaltenen Gebäude Nummern 3–27 und 29 (darunter ein Wasserturm) stehen unter Denkmalschutz. Der östliche Teil der Straße ab dem Hönower Wiesenweg hieß bis Anfang der 1930er Jahre Verlängerte Auguste-Victoria-Straße. Ursprünglich verlief der Blockdammweg von der Prinz-Adalbert-Straße (heute Liepnitzstraße)/Ecke Hönower Wiesenweg in nordöstlicher Richtung bis zur Bahnstrecke Berlin–Frankfurt (Oder). Nach der Fertigstellung des Güterbahnhofs Rummelsburg im Jahr 1879 wurde eine direkte Verbindung zur Köpenicker Chaussee hergestellt, der ehemalige südwestliche Teil wurde zum Gartenweg oder überbaut.                | Blockdammweg |
| Bolleufer (Lage)                   | 1600                                              | Bolles Eisfabrik, die sich bis um 1950 hier unmittelbar am Ufer befand                                                                                       | vor 2012               | Der Uferweg an der Rummelsburger Bucht folgt der historischen Wegeführung am Friedrichs-Waisenhaus. Die Bezeichnung ist nicht in der amtlichen Liste enthalten und wurde vermutlich zusammen mit den neuen Wohnbauten festgelegt. | |
| Charlotte-Salomon-Hain (Lage)      | 0130 (über Eck)                                   | Charlotte Salomon (1917–1943), Malerin, Opfer des Nationalsozialismus                                                                                        | 31. Mai 2005           | Die Straße befindet sich zwischen dem Alice-und-Hella-Hirsch-Ring und dem Uferweg im Wohngebiet Rummelsburger Bucht. | Charlotte-Salomon-Hain, Sicht von Norden                                                                             |
| Clara-Grunwald-Straße (Lage)       | 0210                                              | Clara Grunwald (1877–1943), Montessori-Pädagogin, Opfer des Nationalsozialismus                                                                              | 15. März 2003          | Die Straße im Wohngebiet Rummelsburger Bucht verbindet die Straßen An den Knabenhäusern und An der Bucht. | |
| Delbrückstraße (Lage)              | 045 (im Ortsteil)                                 | Rudolph von Delbrück (1817–1903), preußischer Politiker | 1902                   | Der größte Teil der Straße liegt im Ortsteil Friedrichsfelde, nur die westlich der Marie-Curie-Allee gelegenen Hausnummern 1 bis 5 liegen in Rummelsburg. An ihrem westlichen Ende geht die Delbrückstraße in die Münsterlandstraße über; an dieser Stelle verlief bei der Entstehung der Straße die Gemeindegrenze zwischen Lichtenberg und Friedrichsfelde. | Delbrückstraße |
| Eduardstraße (Lage)                | 0250                                              | Eduard, männlicher Vorname | 20. Mai 1937           | Die Straße im Weitlingkiez (ab 1902 Luisenstraße, ab 1905 Ludwigstraße) verbindet die Gisela- mit der Eitelstraße. | Eduardstraße in Berlin, Weitlingkiez, Lichtenberg                                                                    |
| Egmontstraße (Lage)                | 0180                                              | Egmont (1522–1568), niederländischer Freiheitskämpfer | 1908                   | Die Wohnstraße im Weitlingkiez verbindet die Skandinavische Straße mit der Rosenfelder Straße und verläuft nördlich parallel zur Frankfurter Allee. Mit der ersten Erschließung des Gebietes bis 1908 hieß sie Straße 35a. | Egmontstraße, Sicht Richtung Osten zur Rosenfelder Straße                                                            |
| Einbecker Straße (Lage)            | 0240 (im Ortsteil)                                | Einbeck, Stadt in Niedersachsen | 24. Mai 1951           | Die Straße verläuft zwischen der Weitlingstraße und der Alfred-Kowalke-Straße im benachbarten Ortsteil Friedrichsfelde. Nur der Hausnummernbereich 16–37 gehört zu Rummelsburg. Vor 1951 hieß sie Prinzenallee. | Einbecker Straße in Berlin, Weitlingkiez, Lichtenberg                                                                |
| Eitelstraße (Lage)                 | 0810                                              | Prinz Eitel Friedrich von Preußen (1883–1942), Sohn Kaiser Wilhelms II.                                                                                      | 1906                   | Die Straße im Weitlingkiez verläuft parallel zur Weitlingstraße. Sie beginnt im Norden als Sackgasse mit einem Durchgang für Fußgänger vom Bahnhof Berlin-Lichtenberg und endet im Süden an der Leopoldstraße. Verlängerungen gab es früher mit dem Wagenknechthof zur heutigen Lückstraße und mit der Wenddorfstraße vorbei am Bahnhof Lichtenberg. Kurze Teilstücke beider Straßen wurden später in die Eitelstraße einbezogen. Das südliche Ende der Straße wurde um 1930 überbaut. Auf dem Grundstück Eitelstraße 20 steht die evangelische Kirche Zur Barmherzigkeit. Die Kirchengemeinde ist eine 1956 vorgenommene Ausgründung der Glaubenskirche. Im Jahr 1978 konnte ein eigener Sakralbau eingeweiht werden. Das Kirchengebäude besitzt keinen Turm und auch keine weiteren Auffälligkeiten, weil zur Bauzeit in der DDR „kein äußeres Merkmal auf eine Kirche hinweisen“ durfte. Erst im Jahr 1990 wurde an der Fassade ein großes Kreuz angebracht. | Eitelstraße in Berlin, Weitlingkiez, Lichtenberg · Giebelbild an der Ecke Eitelstraße südlich am Bhf. Lichtenberg    |
| Emanuelstraße (Lage)               | 0210                                              | Manuel II. (1889–1932), König von Portugal | 1906                   | Die Straße im Weitlingkiez verbindet die Lück- mit der Rupprechtstraße. | Emanuelstraße |
| Emma-Ihrer-Straße (Lage)           | 0240                                              | Emma Ihrer (1877–1911), Frauenrechtlerin | 15. März 2003          | Die Straße im Wohngebiet Rummelsburger Bucht entstand als Verlängerung der Schlichtallee von der Hauptstraße bis ans Ufer des Rummelsburger Sees. | Emma-Ihrer Straße |
| Erich-Müller-Straße (Lage)         | 0240                                              | Erich Müller (1868–1952), Mediziner, der in dem hier vorhanden gewesenen Waisenhaus und später in der Kinderklinik des Oskar-Ziethen-Krankenhauses tätig war | 16. Okt. 2006          | Die Straße im Wohngebiet Rummelsburger Bucht verbindet die Hildegard-Marcusson-Straße mit der Georg-Löwenstein-Straße. | Erich-Müller-Straße, ab Hildegard-Marcusson-Straße                                                                   |
| Eugeniu-Botnari-Platz (Lage)       |                                                   | Eugeniu Botnari (1982–2016), Opfer einer rechten Gewalttat                                                                                                   | 30. Juni 2023          | Vorplatz des Bahnhofs Berlin-Lichtenberg an der Weitlingstraße | Verschiedene Graffitigemälde an einer langen Schallschutzwand am Bahnhof.                                            |
| Fischerstraße (Lage)               | 0880                                              | Fischer (Familienname) oder nach den Stralauer Fischern | 1893                   | Die Straße beginnt an der Schlichtallee und reicht als Sackgasse bis zur Kleingartenanlage Sanssouci an der Trasse der Bahnstrecke Berlin–Frankfurt (Oder). Hier befinden sich ein Abwasserpumpwerk der Berliner Wasserbetriebe (BWB) (Fischerstraße 29), das Oberstufenzentrum Max-Taut-Schule, der Sportplatz des SV Sparta Lichtenberg und ein Recyclinghof. Auf dem Grundstück der Hausnummer 8 lebte 1873–1884 Heinrich Zille im elterlichen Wohnhaus; daran erinnert ein an dieser Stelle in den Fußweg eingelassener granitener Gedenkstein. Das Pumpwerk wird seit um 2023 zu einem digitalen Ausbildungscampus der BWB ausgebaut, dessen erster Teil im Juli 2024 eröffnet wurde. Die Einrichtung tritt unter AQUA.Campus auf, in dem 270 Lehrlinge ausgebildet werden können. Die Bauarbeiten sind bis zum Jahr 2029 geplant, darunter auch der Abriss des historischen Gebäudes, das durch einen Neubau ersetzt werden soll.                         | Berufsschule der Berliner Wasserbetriebe in der Fischerstraße · Historisches Gebäude des Hauptpumpwerkes Lichtenberg |
| Frankfurter Allee (Lage)           | 0340 (im Ortsteil)                                | Frankfurt (Oder), Stadt in Brandenburg | 1872                   | Nur der östliche Teil der Straße ab der Lichtenberger Brücke bis zur Rosenfelder Straße liegt im Ortsteil, er umfasst die Hausnummern 259–286. Der westliche Abschnitt gehört zu den Ortsteilen Lichtenberg und Friedrichshain. Das Haus Frankfurter Allee 286 (um 1890 gebaut) steht unter Denkmalschutz. | Frankfurter Allee |
| Friedastraße (Lage)                | 0180                                              | Friederike (1820–1906), Prinzessin von Hohenzollern-Sigmaringen                                                                                              | 1904                   | Die kleine Wohnstraße im Weitlingkiez verbindet die Wönnich- mit der Metastraße. In ihr und in den angrenzenden Straßen Irenenstraße und Metastraße befindet sich eine 1931/1932 gebaute Wohnanlage von Adolf Rading, die unter Denkmalschutz steht. | Friedastraße, ab Wönnichstraße                                                                                       |
| Friedrich-Jacobs-Promenade (Lage)  | 0200                                              | Friedrich Jacobs (1889–1964), Gynäkologe, wirkte am Oskar-Ziethen-Krankenhaus                                                                                | 18. Juni 2010          | Die Straße liegt im Wohngebiet Rummelsburger Bucht und verbindet den Uferweg an der Rummelsburger Bucht mit der Hauptstraße. | Friedrich-Jacobs-Promenade, Nordostblick · Friedrich-Jacobs-Promenade, Wasserturm und Atelierwohnhaus                |
| Georg-Löwenstein-Straße (Lage)     | 0250                                              | Georg Loewenstein (1890–1998), Mediziner, Stadtarzt in Lichtenberg                                                                                           | 16. Okt. 2006          | Die Straße im Wohngebiet Rummelsburger Bucht verläuft zwischen Hauptstraße und Erich-Müller-Straße. | Georg-Löwenstein-Straße                                                                                              |
| Geusenstraße (Lage)                | 0150                                              | Geusen, niederländische Freiheitskämpfer im Unabhängigkeitskrieg gegen Spanien                                                                               | 11. Mai 1938           | Die kurze Wohnstraße am Tuchollaplatz in der Victoriastadt hieß früher Mozartstraße. Sie verbindet die Kaskel- mit der Türrschmidtstraße. | Geusenstraße, Victoriastadt, vom Tuchollaplatz gesehen                                                               |
| Giselastraße (Lage)                | 0540                                              | Gisela von Österreich (1856–1932), Tochter von Kaiser Franz Joseph I. und Kaiserin Elisabeth                                                                 | 1895                   | Die Wohnstraße im Weitlingkiez führt von der Lückstraße im Süden zur Sophienstraße im Norden. In der Giselastraße 12 gibt es den Kunst- und Projektraum GISELA – Freier Kunstraum Lichtenberg, der 1996 als Galerie OstArt gegründet wurde. Hier können bildende Künstler ihre Werke präsentieren. | Giselastraße |
| Gisèle-Freund-Hain (Lage)          | 0100 × 100                                        | Gisèle Freund (1908–2000), deutsch-französische Fotografin                                                                                                   | um 2007                | Die Straße liegt im Wohngebiet Rummelsburger Bucht und führt von der Erich-Müller-Straße zum Uferweg an der Rummelsburger Bucht. | Gisele-Freund-Hain                                                                                                   |
| Gustav-Holzmann-Straße (Lage)      | 0290                                              | Gustav Holzmann oder Holtzmann (1804–1860), Architekt und Berliner Stadtbaurat                                                                               | 25. Sep. 2006          | Die Straße führt von der Hauptstraße zu einem kleinen Bootshafen an der Rummelsburger Bucht. In der Nr. 4 liegt das denkmalgeschützte Laborgebäude von Aceta. Mit der Namensvergabe wird eines der bedeutendsten Werke von Holzmann geehrt, das ehemalige Friedrichs-Waisenhaus Rummelsburg. | Gustav-Holzmann-Straße                                                                                               |
| Gustav-Tempel-Straße (Lage)        |                                                   | Gustav Tempel (1858–1937), Vorsteher der Bezirksversammlung Lichtenberg 1920–1933                                                                            | 16. Dez. 2020          | Die Straße liegt im Wohngebiet Rummelsburger Bucht. | |
| Hauffstraße (Lage)                 | 0600                                              | Wilhelm Hauff (1802–1827), Schriftsteller | um 1915                | Die Straße in der Victoriastadt verläuft von der Schreiberhauer zur Kaskelstraße entlang dem Bahndamm einer Verbindungskurve von der Berliner Ringbahn zur Bahnstrecke Berlin–Frankfurt (Oder). Früher war sie gemeinsam mit der jetzigen Kynaststraße Teil des Parallelwegs, der entlang der Bahngleise vom heutigen Bahnhof Nöldnerplatz bis nach Stralau führte. | Sportplatz an der Hauffstraße                                                                                        |
| Hauptstraße (Lage)                 | 1470                                              | Durchgangsstraße in Nordwest-Südost-Richtung durch den Süden des Ortsteils                                                                                   | 1885                   | Die Straße beginnt als Fortsetzung des Markgrafendamms im Ortsteil Friedrichshain, überquert an der Brücke unter der Ringbahn die Ortsteilgrenze und setzt sich an ihrem südöstlichen Ende als Köpenicker Chaussee fort. Am Giebel des Hauses Nr. 86 ist ein Fassadenbild mit Friedenstauben aus DDR-Zeiten erhalten (Bild). In der Straße gibt es zahlreiche erhaltene Gebäude, die in der Berliner Denkmalliste stehen: Friedrichs-Waisenhaus Rummelsburg (Nr. 7), Städtisches Arbeitshaus (Nr. 8), Verwaltungsgebäude von Aceta (Nr. 11/12) und drei Eisenbahner-Dienstwohnungen und eine Remise (Nr. 24–26/Saganer Straße). Die Straße wird fast auf gesamter Länge von der Straßenbahnlinie 21 durchfahren. Sie begann bis Ende der 1920er Jahre erst an der Ringbahn, dann wurde der nordöstliche Teil des Markgrafendamms in die Hauptstraße einbezogen.                                                                                                 | Hauptstraße |
| Heiner-Carow-Straße (Lage)         |                                                   | Heiner Carow (1929–1997), Regisseur | 16. Dez. 2020          | Die Straße liegt im Wohngebiet Rummelsburger Bucht. | |
| Heinrichstraße (Lage)              | 0480                                              | Heinrich von Preußen (1862–1929), Bruder Kaiser Wilhelms II.                                                                                                 | 1895                   | Die Straße im Weitlingkiez führt von der Margareten- zur Münsterlandstraße. In der Heinrichstraße 31 befand sich seit etwa 1950 ein einfaches Barackengotteshaus für die Evangelisch-Freikirchliche Gemeinde Berlin-Lichtenberg. Das Holzgebäude wurde zu DDR-Zeiten durch eine Kapelle aus Betonfertigteilen ersetzt. Zwischen dem 8. September 2000 (Grundsteinlegung) und dem 8. Juli 2001 (Kirchweihe) errichtete die Gemeinde an gleicher Stelle nach Plänen des Architekten Gustav Kannwischer ein neues Evangelisch-Freikirchliches Gemeindezentrum. | Heinrichstraße in Berlin-Rummelsburg                                                                                 |
| Hildegard-Marcusson-Straße (Lage)  | 0340                                              | Hildegard Marcusson (1910–1992), Ärztin und Sozialhygienikerin                                                                                               | 23. Jan. 2006          | Die Straße im Wohngebiet Rummelsburger Bucht führt von der Hauptstraße zum Uferweg an der Rummelsburger Bucht. | Hildegard-Marcusson-Straße, Ecke Paula-Fürst-Straße                                                                  |
| Hirschberger Straße (Lage)         | 0220                                              | Hirschberg, (Jelenia Gora), Stadt in Schlesien, seit 1945 in Polen                                                                                           | 1907                   | Die Straße in der Victoriastadt verbindet die Marktstraße mit der Schreiberhauer Straße. | Hirschberger Straße, Victoriastadt                                                                                   |
| Hönower Wiesenweg (Lage)           | 0300 0(im Ortsteil)                               | angrenzende Hönower Wiesen | vor 1900               | Die Straße verläuft von ihrem Beginn an der Saganer Straße bis zum Blockdammweg in Rummelsburg und endet an der Liepnitzstraße im Ortsteil Karlshorst. Entlang der Straße findet sich nur wenig Bebauung im Industriegebiet. Durch die Straße führte die ‚Bullenbahn‘, deren Gleisreste noch erhalten sind. Ursprünglich von Rummelsburg über das Gebiet des heutigen Güterbahnhofs Rummelsburg kommend, führte die Straße durch die damals noch vorhandenen Hönower Wiesen. Durch den Bau des Güterbahnhofs Rummelsburg im Jahre 1878 wurde der nordwestliche Teil eingezogen und durch eine neu angelegte südwestlich der Bahnanlagen verlaufende Straße (heute Saganer Straße) ersetzt. Erste Häuser wurden ab 1878 erbaut, wobei auf Grund der morastigen Bodenbeschaffenheit vorwiegend Eiswerke errichtet wurden. | Hönower Wiesenweg |
| Im Lichtenhain (Lage)              |                                                   | Name des Wohnviertels, zusammengesetzt aus Lichtenberg und Friedrichshain                                                                                    | 21. Sep. 2017          | Die Privatstraße liegt im Wohnquartier Lichtenhain südlich der Lückstraße. | BILDERWUNSCH |
| Ingrid-Reschke-Straße (Lage)       |                                                   | Ingrid Reschke (1936–1971), Filmregisseurin | 16. Dez. 2020          | Die Straße liegt im Wohngebiet Rummelsburger Bucht. | |
| Irenenstraße (Lage)                | 0330                                              | Irene von Hessen-Darmstadt (1866–1953), Prinzessin von Preußen                                                                                               | um 1900                | Die Straße verbindet die Weitling- mit der Rosenfelder Straße. Umgeben von den Straßenzügen Irenenstraße 8–13, Metastraße 19–21 und Friedastraße 9–13 befindet sich eine denkmalgeschützte Wohnanlage aus der Entstehungszeit des Weitlingkiezes 1930–1933 nach Entwürfen von Adolf Rading. Aus der gleichen Bauzeit sind auch die Mietshäuser Hausnummern 2–30. | Irenenstraße |
| Karl-Wilker-Straße (Lage)          | 0360                                              | Karl Wilker (1885–1980), Reformpädagoge | 12. Nov. 2007          | Die Straße im Wohngebiet Rummelsburger Bucht verbindet in südöstlicher Richtung die Hildegard-Marcusson-Straße mit der Georg-Löwenstein-Straße. | Karl-Wilker-Straße, ab Hildegard-Marcusson-Straße                                                                    |
| Karlshorster Straße (Lage)         | 0120                                              | Karlshorst, Ortsteil des Bezirks Lichtenberg | um 1900                | Die kurze vielbefahrene Verbindungsstraße in der Victoriastadt verbindet unter zwei Eisenbahnbrücken die Haupt- mit der Marktstraße. Die erste Schreibweise war Carlshorster Straße. | |
| Kaskelstraße (Lage)                | 0700                                              | Walter Kaskel (1882–1928), Jurist und Kommunalpolitiker | 31. Juli 1947          | Die Straße führt quer durch die Victoriastadt, die deswegen auch ‚Kaskelkiez‘ genannt wird, und verbindet die Schreiberhauer mit der Türrschmidtstraße. Frühere Namen waren nacheinander Kantstraße und Nowackstraße. Am Haus Nr. 41 befand sich eine Gedenktafel für Felix und Käthe Tucholla. | Kaskelstraße, Ecke Türrschmidtstraße                                                                                 |
| Kernhofer Straße (Lage)            | 0220                                              | Kernhof, Ortschaft von St. Aegyd am Neuwalde in Österreich                                                                                                   | 11. Mai 1938           | Die Straße in der Victoriastadt verläuft zwischen Kaskel- und Türrschmidtstraße. Ihr erster Name lautete Goethestraße. | Denkmalgeschützte Fabrik an der Kernhofer Straße                                                                     |
| Köpenicker Chaussee (Lage)         | 1440                                              | Köpenick, Ortsteil des Bezirks Treptow-Köpenick | 1897                   | Die Chaussee ist eine Ausfallstraße in Südostrichtung durch ein Industriegebiet als Verlängerung der Hauptstraße bis zur Ortsteilgrenze nach Oberschöneweide. An der Straße liegt das Kraftwerk Klingenberg. Außerdem gibt es die Baudenkmale ehemalige Aceta-Werke, die historische Städtische Flussbadeanstalt und die Wohnsiedlung für die Arbeiter und Angestellten des früheren Gaswerks Friedrichsfelde. Aus einem früheren Gewerbeobjekt in der Köpenicker Chaussee 46, in dem Styropor produziert wurde, entstanden gegen Ende der 2010er Jahre auf 1000 m² durch neue Eigentümer die Studios Whitevoid. Im Juni 2021 eröffneten die Studiobetreiber hier ein neues öffentliches Museum, das Dark Matter. Es hat sich der umfassenden Darstellung von Lichtkunst gewidmet. | Köpenicker Landstraße                                                                                                |
| Krummhübler Straße (Lage)          | 0120                                              | Krummhübel (Karpacz), Ort im Riesengebirge, seit 1945 in Polen                                                                                               | um 1910                | Sie liegt im Bereich Victoriastadt und verbindet die Marktstraße mit der Hirschberger Straße. Hier wurden für das jüdische Ehepaar Klara (1907–1943) und Walter Davidson (1902–1943), das im KZ Auschwitz umgebracht wurde, Stolpersteine verlegt. | Krummhübler Straße, Victoriastadt                                                                                    |
| Kynaststraße (Lage)                | 0660 (im Ortsteil)                                | Kynast (Chojnik), Burg am Fuß des Riesengebirges, seit 1945 in Polen                                                                                         | um 1908                | Die Straße (früher Parallelweg) verläuft unmittelbar an der Ringbahn östlich des Bahnhofs Ostkreuz zwischen Marktstraße und Alt-Stralau im Nachbarortsteil Friedrichshain. Sie überquert dabei die Bahnstrecken von Berlin nach Kostrzyn und Frankfurt (Oder). Ursprünglich lag sie in voller Länge in Friedrichshain. Als Folge der Erweiterung der Bahnanlagen wurde 2010 jedoch der Nordteil der Straße komplett auf Rummelsburger Gebiet neu gebaut, außerdem wurde ein Abzweig zur Hauptstraße, die „untere Kynaststraße“, angelegt. An der Kynaststraße 25 lag bis 2013 der Sportplatz Kynaststraße und anschließend siedelte sich dort der „Spiegelpalast“ an, eine Einrichtung, die sich auf Dinner-Shows spezialisiert hat. | Kynaststraße, Berlin-Rummelsburg mit Bahnhof Ostkreuz                                                                |
| Leopoldstraße (Lage)               | 0500                                              | Leopold von Hohenzollern (1835–1905) oder Leopold von Bayern (1846–1930)                                                                                     | 1907                   | Die Straße im Weitlingkiez verläuft vom Archibaldweg bis zur Eitelstraße. | Leopoldstraße |
| Lina-Morgenstern-Straße (Lage)     | 0120                                              | Lina Morgenstern (1830–1909), Schriftstellerin und Sozialpolitikerin                                                                                         | 15. März 2003          | Die Straße im Wohngebiet Rummelsburger Bucht verläuft zwischen der Hauptstraße und An den Knabenhäusern. | Lina-Morgenstern-Straße                                                                                              |
| Lückstraße (Lage)                  | 0700                                              | Lück (19. Jahrhundert), Rentier, soll sich als Geldgeber für die Entwicklung des Wohngebietes eingesetzt haben                                               | um 1909                | Die Hauptverkehrsstraße im Weitlingkiez zwischen Schlichtallee und Rummelsburger Straße verbindet das Gebiet um den Nöldnerplatz mit dem Ortsteil Friedrichsfelde. Einige Kolonistenhäuser (Hausnummern 18–20) aus der Zeit um 1800 stehen unter Denkmalschutz. Bis 1889 hieß die Straße Lichtenberger Kietz. Sie wurde 1890 in Neue Prinz-Albert-Straße umbenannt. 1909 erhielt sie den Namen Lückstraße. Auf der Karte im Berliner Adressbuch 1909 ist sie bereits unter diesem Namen eingezeichnet. | Lückstraße |
| Margaretenstraße (Lage)            | 0440                                              | Margarethe von Preußen (1872–1954), Landgräfin von Hessen-Kassel                                                                                             | 1895                   | Die Wohnstraße im Weitlingkiez beginnt an der Eitelstraße, kreuzt die Weitlingstraße und setzt sich nach der Ortsteilgrenze zu Friedrichsfelde als Zachertstraße fort. Das Ensemble mit den Wohnhäusern 5 und 6 (um 1890 gebaut) steht unter Denkmalschutz. Sie setzt sich als Zachertstraße im Ortsteil Friedrichsfelde fort. | Margaretenstraße |
| Marie-Curie-Allee (Lage)           | 1100                                              | Marie Curie (1867–1934), französische Naturwissenschaftlerin, Nobelpreisträgerin                                                                             | 31. Mai 1951           | Die Allee verläuft in Nord-Süd-Richtung zwischen der Einbecker Straße (am Zamenhofpark) und der Einmündung in die Rummelsburger Straße. Sie bildet die Grenze zum Ortsteil Friedrichsfelde. Die an der Westseite der Allee gelegenen ungeraden Hausnummern sowie das Straßenland liegen in Rummelsburg, während die an der Ostseite gelegenen geraden Hausnummern in Friedrichsfelde liegen. In den 1920er Jahren wurden hier in der damaligen Capriviallee Wohnzeilen und Wohnblöcke errichtet. Ein kurzer südlicher Abschnitt der Marie-Curie-Allee wurde 1995 in die Rummelsburger Straße einbezogen. | |
| Marktstraße (Lage)                 | 0450                                              | Bis 1903 fand hier ein Viehmarkt statt. | um 1903                | Die Straße in der Victoriastadt setzt die Boxhagener Straße aus dem Nachbarortsteil Friedrichshain fort und verläuft zwischen der Unterführung der Ringbahn und der Karlshorster Straße. Ihr erster Name war Boxhagener Chaussee, der östliche Teil etwa ab der heutigen Schreiberhauer Straße hieß Anfang des 20. Jahrhunderts Sadowastraße. Das Ensemble aus Schule, Feuerwache, Turm und Sporthalle in der Marktstraße 9-13 steht unter Denkmalschutz. Aus dem Schulkomplex wurde inzwischen eine Jugendherberge. Unter der Adresse Marktstraße 11 hat sich das Theater Strahl Ostkreuz etabliert. | Marktstraße, Victoriastadt · Jugendherberge Berlin Ostkreuz                                                          |
| Maximilianstraße (Lage)            | 0370                                              | Maximilian, männlicher Vorname | um 1906                | Die Straße im Weitlingkiez verläuft südwestwärts zwischen Sophien- und Rupprechtstraße. Ihr erster Name war Adalbertstraße. | Maximilianstraße, Ecke Sophienstraße                                                                                 |
| Medaillonplatz                     | 0115 × 75                                         | Medaillon, bezieht sich auf den Schmuckplatz und die zentrale Lage in dem Wohnviertel                                                                        | zwischen 1994 und 2008 | Die große Grünanlage, im Wohngebiet Rummelsburger Bucht gelegen, wird vom Alice-und-Hella-Hirsch-Ring umgeben. Sie orientiert sich in ihren Maßen an dem früheren zentralen Platz des Friedrichs-Waisenhauses. | |
| Metastraße (Lage)                  | 0220                                              | Meta, weiblicher Vorname | 20. Okt. 1932          | Die Wohnstraße im Weitlingkiez liegt zwischen Margareten- und Irenenstraße. Ihr erster Name laut Bebauungsplan war Straße 85, später war sie Teil der Rosenfelder Straße. | Metastraße |
| Monimbóplatz (Lage)                | 090 × 35 (unscharfe Begrenzung)                   | Monimbó, Ort in Nicaragua | 13. Juni 2006          | Der vorher namenlose Platz neben der Lichtenberger Brücke erhielt seinen Namen zu Ehren des Geburtsorts des nicaraguanischen Malers Manuel García Moia, der an einem Hausgiebel der Skandinavischen Straße ein weithin bekanntes Wandgemälde schuf. Das Giebelbild entstand 1978 zu Ehren der nicaraguanischen Revolution und wurde bei Sanierungsarbeiten am inzwischen privatisierten Haus als Kopie Anfang der 1990er Jahre neu aufgebracht. Größere Teile des Zweitbildes fielen jedoch ab, und so musste das Bild 2013 aus Sicherheitsgründen entfernt werden. Nach intensiver Öffentlichkeitsarbeit und der Einwerbung von Spendengeldern durch die eigens gegründete Bürgerinitiative „Erhalt des Nicaragua-Giebel-Wandgemäldes“ wird angestrebt, das Wandbild wiederherzustellen. Die Sanierung soll 2019 beginnen. | Monimbóplatz mit der Kopie des Wandbildes; Zustand 2011                                                              |
| Münsterlandplatz (Lage)            | 0130 × 50                                         | Münsterland, Region in Nordrhein-Westfalen | 10. Mai 1951           | Der Platz im Weitlingkiez liegt zwischen Weitling- und Wönnichstraße und grenzt an die Münsterlandstraße. Sein erster Name lautete Augustaplatz. | Münsterlandplatz |
| Münsterlandstraße (Lage)           | 0730                                              | Münsterland, Region in Nordrhein-Westfalen | 10. Mai 1951           | Die Wohngebietsstraße verläuft zwischen Archibaldweg und Marie-Curie-Allee. Ihre östliche Fortsetzung findet sie in der Delbrückstraße im Ortsteil Friedrichsfelde. Ihr erster Name lautete Augustastraße. | Neuapostolische Kirche an der Münsterlandstraße                                                                      |
| Nöldnerplatz (Lage)                | 0230 × 220 × 220 (Dreieckform, unscharf begrenzt) | Erwin Nöldner (1913–1944), Widerstandskämpfer | 31. Juli 1947          | Der um 1900 entstandene Platz zwischen Archibaldweg, Lückstraße und Nöldnerstraße hatte jahrzehntelang keinen offiziellen Namen, umgangssprachlich wurde er von den Einwohnern auch Lindenplatz genannt. 1958 wurde er durch Einbeziehung der ehemaligen Portlandstraße flächenmäßig erweitert. | Nöldnerplatz in Berlin-Lichtenberg                                                                                   |
| Nöldnerstraße (Lage)               | 0790                                              | Erwin Nöldner (1913–1944), Widerstandskämpfer | 31. Juli 1947          | Die Straße in der Victoriastadt verläuft in Ost-West-Richtung zwischen Karlshorster Straße und Lückstraße. Markante Gebäude sind der Schrotkugelturm, die Erlöserkirche sowie Schulen. Früher hieß die Straße Prinz-Albert-Straße. | Ehemaliges Zentralschulhaus in der Nöldnerstraße                                                                     |
| Paul-und-Paula-Promenade (Lage)    |                                                   | Hauptfiguren des Films Die Legende von Paul und Paula | 16. Dez. 2020          | Die Straße liegt im Wohngebiet Rummelsburger Bucht. | |
| Paul-und-Paula-Ufer (Lage)         | 0500                                              | Hauptfiguren des Films Die Legende von Paul und Paula | 1998                   | Der Weg am Nordwestufer des Rummelsburger Sees zwischen der Glasbläserallee im Ortsteil Friedrichshain und der Zillepromenade war Drehort von Szenen des Films „Die Legende von Paul und Paula“. | Paul-und-Paula-Ufer, Südblick                                                                                        |
| Paula-Fürst-Straße (Lage)          | 0740                                              | Paula Fürst (1894–1942), Pädagogin, Opfer des Nationalsozialismus                                                                                            | 23. Jan. 2006          | Die Straße im Wohngebiet Rummelsburger Bucht verbindet den Alice-und-Hella-Hirsch-Ring mit der Hildegard-Marcusson-Straße. | Paula-Fürst-Straße, Ecke Alice-und-Hella-Hirsch-Ring                                                                 |
| Pfarrstraße (Lage)                 | 0550                                              | Pfarrgemeinde mit Landbesitz | um 1885                | Die Straße in der Victoriastadt verläuft zwischen Hauff- und Marktstraße. Ihr größter Teil hieß früher Schillerstraße. Nur der vor 1912 zur Gemeinde Lichtenberg gehörende Teil nördlich des Kuhgrabens (etwas nördlich der heutigen Kaskelstraße) hieß schon bei der Bebauung des Gebietes Pfarrstraße. Sie begann ursprünglich an der Frankfurter Allee im Ortsteil Lichtenberg. Mit dem Bau des Wohngebiets Frankfurter Allee Süd wurde der nördliche Teil in Schulze-Boysen-Straße umbenannt, die Hausnummerierung aber beibehalten. Daher beginnt die Pfarrstraße erst mit der Nummer 88. | Blick in die Kaskelstraße in ihrem nördlichen Bereich                                                                |
| Rosenfelder Straße (Lage)          | 0400 (auf Grenze des Ortsteils)                   | Rosenfelde, historischer Name von Friedrichsfelde | um 1910                | Die Straße beginnt an den Bahnanlagen der Strecke Berlin–Kostrzyn, kreuzt Frankfurter Allee/Alt-Friedrichsfelde und endet an der Irenenstraße. Sie ist Teil des ehemaligen Triftwegs, der von der Frankfurter Chaussee bis zur Chaussee nach Cöpenick führte. Bei der Anlage von Neu-Lichtenberg wurde der Weg in mehrere Abschnitte unterteilt, der nördlichste Bereich erhielt um 1910 den Namen Rosenfelder Straße. Die östliche Straßenseite gehört zum Ortsteil Friedrichsfelde. Der südliche Teil der Straße wurde 1932 zur Metastraße. | Rosenfelder Straße, nördlicher Abschnitt                                                                             |
| Rummelsburger Seeblick (Lage)      |                                                   | Rummelsburger See | 17. Feb. 2021          | Der Platz liegt im Wohngebiet Rummelsburger Bucht. | |
| Rupprechtstraße (Lage)             | 0510                                              | Rupprecht von Bayern, (1869–1955), letzter Kronprinz von Bayern                                                                                              | 1906                   | Sie verläuft im Weitlingkiez von der Weitlingstraße westwärts zum Archibaldweg. | Rupprechtstraße, Ecke Eitelstraße                                                                                    |
| Saganer Straße (Lage)              | 1280                                              | Sagan (Żagań), Stadt in Schlesien (seit 1945 in Polen) | um 1915                | Die Straße verläuft parallel zur Bahnstrecke Berlin–Frankfurt (Oder). Sie beginnt im Norden an der Hauptstraße und geht im Süden in den Hönower Wiesenweg über. | Saganer Straße |
| Schlichtallee (Lage)               | 0520                                              | Adolph Schlicht (1840–1910), Gemeindevorsteher in Boxhagen-Rummelsburg                                                                                       | 1901                   | Sie verbindet die Hauptstraße mit der Lückstraße und unterquert dabei die Verbindungskurve zwischen Berliner Ringbahn und der Bahnstrecke Berlin–Frankfurt (Oder). Im 19. Jahrhundert hieß die Allee Kietzer Weg. Am Haus Nr. 1 befindet sich eine Gedenktafel für den kommunistischen Jugendfunktionär Artur Becker. | Schlichtallee |
| Schreiberhauer Straße (Lage)       | 0640                                              | Schreiberhau (Szklarska Poręba), Stadt im Riesengebirge, seit 1945 in Polen                                                                                  | 1909                   | Die Straße liegt in der Victoriastadt und verläuft zwischen Hauff- und Marktstraße. | Teile der Deutschen Rentenversicherung in der Schreiberhauer Straße · Neubau in der Schreiberhauer Straße            |
| Skandinavische Straße (Lage)       | 0490                                              | Skandinavien, Teil Nordeuropas | vor 1910               | Die Straße verläuft zwischen Einbecker und Rosenfelder Straße. Laut Bebauungsplan im 19. Jahrhundert war sie die Straße 35. Mit dem Neubau der Lichtenberger Brücke wurde die Straße tiefer gelegt und erhielt dadurch 1975 südlich der Frankfurter Allee eine Anbindung an die Weitlingstraße in der Nähe des Bahnhofs Lichtenberg. | Skandinavische Straße in Berlin, Weitlingkiez, Lichtenberg                                                           |
| Sophienstraße (Lage)               | 0620                                              | Sophie von Preußen (1870–1932), spätere Königin von Griechenland                                                                                             | 1897                   | Die Straße beginnt an der Giselastraße, kreuzt die Weitlingstraße und setzt sich im Ortsteil Friedrichsfelde als Bietzkestraße fort. An der Ecke Eitelstraße 20 steht die evangelische Kirche ‚Zur Barmherzigkeit‘, die zur Paul-Gerhardt-Gemeinde Lichtenberg gehört. | Sophienstraße in Berlin, Weitlingkiez, Lichtenberg                                                                   |
| Spittastraße (Lage)                | 0400                                              | Max Spitta (1842–1902), Architekt, bekannt als Kirchenbaumeister in Berlin                                                                                   | 11. Mai 1938           | Die Wohnstraße in der Victoriastadt verläuft in Nord-Süd-Richtung von der Hauff- zur Türrschmidtstraße. Zuerst hieß sie Lessingstraße. Bei Anlage des Straßensystems bezog sich dieser Name nur auf den Südteil der Straße in der Gemeinde Boxhagen-Rummelsburg. Der Nordteil, der in der Gemeinde Lichtenberg lag, hieß zunächst Verlängerte Lessingstraße. | Spittastraße, Victoriastadt                                                                                          |
| Stadthausstraße (Lage)             | 0130                                              | Stadthaus, früheres Rathaus der Gemeinde Boxhagen-Rummelsburg                                                                                                | 1913                   | Die Straße in der Victoriastadt verbindet die Türrschmidt- mit der Nöldnerstraße und unterquert dabei die Bahnstrecke Berlin–Frankfurt (Oder). Sie hieß bis 1913 Rathausstraße nach dem dort befindlichen Rathaus der Gemeinde Boxhagen-Rummelsburg. Das Amtsgebäude wurde im Zweiten Weltkrieg weitgehend zerstört, in den erhaltenen Gebäudeteilen befindet sich seit etwa dem Jahr 2000 das Lichtenberger Heimatmuseum. | |
| Tuchollaplatz (Lage)               | 0100 × 80 × 80 (Dreieckform)                      | Felix Tucholla (1899–1943) und Käthe Tucholla (1910–1943), Widerstandskämpfer                                                                                | 10. Mai 1951           | Der Platz liegt im Zentrum der Victoriastadt an der Einmündung der Geusen- in die Türrschmidtstraße. Er wurde zuvor Victoriaplatz genannt. | Tuchollaplatz in Berlin, Victoriastadt                                                                               |
| Türrschmidtstraße (Lage)           | 0500                                              | Albrecht Türrschmiedt, (1821–1871) Ingenieur, wirkte im 19. Jahrhundert beim Bau der Victoriastadt mit                                                       | 1873                   | Die Straße in der Victoriastadt verläuft von der Marktstraße zur Kaskelstraße, weitere Details siehe → hier. | Türrschmidtstraße in Berlin, Victoriastadt                                                                           |
| Ulrich-Plenzdorf-Straße (Lage)     |                                                   | Ulrich Plenzdorf (1934–2007), Schriftsteller | 16. Dez. 2020          | Die Straße liegt im Wohngebiet Rummelsburger Bucht. | |
| Vicki-Baum-Straße (Lage)           | 0440                                              | Vicki Baum (1888–1960), österreichische Schriftstellerin | Dezember 2008          | Die Straße im Wohngebiet Rummelsburger Bucht verläuft zwischen Emma-Ihrer-Straße und Hildegard-Marcusson-Straße. Sie war zuvor Teil der parallel verlaufenden Hauptstraße. Etliche der in dieser Straße errichteten Wohnhäuser entstanden nach Plänen des Berliner Architekturbüros AFF Architekten. Das Reihenhaus Nummer 28–40 wurde im Jahr 2018 mit dem ersten Preis beim Architekturwettbewerb des BDA ausgezeichnet. Hervorgehoben werden die „beispielhaften Sitznischen in den Treppenläufen“, der beim Projekt Elf Freunde angelegte gemeinsame Vorgarten sowie die klare Grenzziehung, die straffe Architektur mit den offenen Grundrissen. | Vicki-Baum-Straße |
| Wallensteinstraße (Lage)           | 0760 (auf der Grenze des Ortsteils)               | Albrecht von Wallenstein (1583–1634), Feldherr im Dreißigjährigen Krieg                                                                                      | 1911                   | Die Straße verläuft in Südostrichtung zwischen dem Neuen Feldweg im Ortsteil Friedrichsfelde und der Sangeallee im Ortsteil Karlshorst parallel zur Trasse der Bahnstrecke Berlin–Frankfurt (Oder). Die südwestliche Straßenseite mit den Hausnummern 9 bis 36 gehört zu Rummelsburg, die restlichen Teile der Straße liegen in Karlshorst. Sie hieß zuerst Straße 28, danach ab 1905 Parallelweg. Unter der Hausnummer 22 befindet sich das Institut Buhara, eine Imamschule. | Gebäude der Deutschen Bahn AG an der Wallensteinstraße                                                               |
| Weitlingstraße (Lage)              | 1200                                              | Johann Ludwig Weitling (1758 bis nach 1792), Schulmeister in Lichtenberg                                                                                     | 11. Mai 1938           | Die zentrale Straße des Weitlingkiezes verläuft von der Einbecker Straße bis zur Lückstraße. Zuvor hieß sie Wilhelmstraße. | Weitlingstraße, Weitlingkiez                                                                                         |
| Wönnichstraße (Lage)               | 1170                                              | Rudolf Mönnich (1854–1922), Architekt und Baubeamter | 11. Mai 1938           | Die Straße im Weitlingkiez verläuft von der Einbecker zur Lückstraße parallel zur Weitlingstraße. Früher hieß sie Friedrichstraße. Die Schreibung Wönnich soll auf einem Schreibfehler beruhen. | Wönnichstraße, Weitlingkiez                                                                                          |
| Zachertstraße (Lage)               | 0035 (im Ortsteil)                                | Eduard Zachert (1881–1943), sozialdemokratischer Politiker und Widerstandskämpfer                                                                            | 31. Mai 1951           | Die Zachertstraße beginnt im Westen als Fortsetzung der Margaretenstraße, überschreitet nach wenigen Metern an der Marie-Curie-Allee die Ortsteilgrenze zu Friedrichsfelde und endet dort an der Rummelsburger Straße. Bei der baulichen Erschließung des Wohngebietes um 1900 wurde sie als Miquelstraße bezeichnet. Am Übergang zwischen Margareten- und Zachertstraße verlief bei der Entstehung der Straße die Gemeindegrenze zwischen Lichtenberg und Friedrichsfelde. | Zachertstraße, Weitlingkiez                                                                                          |
| Zillepromenade (Lage)              | 0420                                              | Heinrich Zille (1858–1929), Zeichner | vor 2003               | Die östliche Fortsetzung des Paul-und-Paula-Ufers verläuft geradlinig als befestigter Fuß- und Radweg am Ufer der Rummelsburger Bucht bis zur Emma-Ihrer-Straße. | |
| Zobtener Straße (Lage)             | 1340                                              | Zobten am Bober (Sobota) oder Zobten am Berge (Sobótka), Orte in Schlesien, seit 1945 in Polen                                                               | 1914                   | Die Straße verläuft parallel zur Bahnstrecke nach Frankfurt (Oder) von der Schlichtallee bis zum Betriebsbahnhof Rummelsburg entlang von Kleingärten. Der frühere Parallelweg, wie die Straße zu Beginn des 20. Jahrhunderts genannt wurde, erhielt 1914 den heutigen Namen. Die Hausnummern 73 und 75 gehören zu Friedrichsfelde. | |
| Zur Alten Flussbadeanstalt (Lage)  | 0190                                              | Städtisches Flußbad Lichtenberg am Rummelsburger See | 2010                   | Die Straße verbindet die Köpenicker Chaussee mit einem kleinen Bootshafen an der Spree. Hier hat sich das Unternehmen BerlinMobil-Frank Richert GmbH neu angesiedelt. | Zur Alten Flussbadeanstalt, ab Köpenicker Chaussee                                                                   |

## Nicht mehr existierende Straßen und Plätze
Diese Tabelle enthält die heute nicht mehr existierenden Straßen im Ortsteil. Dabei handelt es sich um Straßen, die heute entweder überbaut sind oder keinen eigenen Namen mehr haben. Straßen, die nur umbenannt wurden, sind in dieser Tabelle nicht enthalten. Angegeben sind der Name und die Lage der Straße, die Namensherkunft, Datum der Benennung, Datum der Aufhebung der Straße und weitere Anmerkungen zur Straße und ihrer Geschichte.
| Name/Lage                      | Namensherkunft                                                                     | Benennung | Aufhebung | Anmerkungen |
| ------------------------------ | ---------------------------------------------------------------------------------- | --------- | --------- | --- |
| Am Augustaplatz                | nach dem angrenzenden Augustaplatz                                                 | um 1920   |           | Straße auf der Nordseite des Augustaplatzes, später Am Münsterlandplatz: seit den 1990er Jahren nur Teil des Platzes und keine eigenständige Straße mehr. |
| Gleiwitzer Straße              | Gleiwitz, heute Gliwice, Stadt in Polen                                            | ca. 1913  | ca. 1939  | Vorher Magistrats-Hinterweg. Straße zwischen der heutigen Saganer Straße und der Köpenicker Chaussee. Nach 1930 entstand dort das Kraftwerk Klingenberg. |
| Huberstraße                    |                                                                                    | ca. 1878  | ca. 1900  | Victoriastadt, südlich der heutigen Kaskelstraße, später überbaut. |
| Magistrats-Kreuzweg            | Magistrat von Berlin                                                               | ca. 1905  | ca. 1930  | Auf dem Gelände entstand nach 1930 das Kraftwerk Klingenberg. |
| Magistrats-Mittelweg           | Magistrat von Berlin                                                               | ca. 1905  | ca. 1930  | Auf dem Gelände entstand nach 1930 das Kraftwerk Klingenberg. |
| Magistrats-Vorderweg           | Magistrat von Berlin                                                               | ca. 1905  | ca. 1930  | Auf dem Gelände entstand nach 1930 das Kraftwerk Klingenberg. |
| Parallelweg                    |                                                                                    | ca. 1889  | ca. 1913  | Die Straße führte im Bogen parallel entlang mehrerer Bahnstrecken von Stralau im Bogen über den Norden der Victoriastadt bis zur Kreuzung der heutigen Kaskelstraße mit der Türrschmidtstraße. Der Nordostteil dieses Abschnittes ist die heutige Hauffstraße, der Südwestteil die heutige Kynaststraße, das Mittelstück wurde später durch das Gelände der Knorr-Bremse überhaupt. Auch für weiterführende Abschnitte parallel zur Bahnstrecke nach Frankfurt (Oder) im Zuge der heutigen Zobtener und der Saganer Straße ist der Name überliefert. |
| Portlandstraße                 | Isle of Portland, Halbinsel in England, nach der eine Zementart benannt wurde      | 1873      | 1958      | Der Name bezieht sich auf den Portlandzement, der Grundlage zur Herstellung von Beton ist, aus dem die ersten Häuser in der Victoriastadt gebaut wurden. Die Straße befand sich an der Nordwestseite des heutigen Nöldnerplatzes, in den sie 1958 einbezogen wurde. |
| Rampe                          | Rampe, geneigte Ebene                                                              | ca. 1910  | ca. 1933  | Ansteigende Zufahrt von der Hauptstraße zur Kynaststraße parallel zu den Bahngleisen. Der Name Rampe findet sich auf einigen Stadtplänen jener Zeit. Später blieb die Straße unbenannt, 2007 wurde im Rahmen des Umbaus des Bahnhofs Ostkreuz und der Kynaststraße diese Zufahrt entfernt. |
| Schmiedeberger Straße          | Schmiedeberg, polnisch Kowary, Stadt in Schlesien                                  | ca. 1909  | ca. 1931  | Victoriastadt, kurze Straße im Südwesten des Wohngebiets zwischen Krummhübler und Schreiberhauer Straße auf dem Gelände des heutigen Victoria-Centers. Auf dem Stadtplan von 1926 noch vorhanden (abgekürzt mit Schm. S.) im Jahr 1932 schon nicht mehr. |
| Seeweg (früher auch Seestraße) | Rummelsburger See                                                                  | ca. 1905  | ca. 1957  | Verbindung von der Hauptstraße östlich des Arbeitshauses/Gefängnisses. Später überbaut. |
| Wagenknechthof                 | Baumeister Wagenknecht, erwarb um 1900 Land in diesem Gebiet und errichtete Häuser |           | ca. 1930  | Auf Stadtplan von 1907 dargestellte Verlängerung der Eitelstraße in Richtung Süden. Während die Eitelstraße damals auf dem Gebiet der Stadt Lichtenberg lag, gehörte der Wagenknechthof zur Gemeinde Boxhagen-Rummelsburg. 1926 als Verkehrsweg noch existent, aber ohne eigenen Namen, 1932 bereits überbaut. |
| Wenddorfstraße                 | Flurname                                                                           | ca. 1920  | ca. 1961  | Kurze Straße direkt am Bahnhof Berlin-Lichtenberg. Früher Bahnhofstraße genannt. Auf Stadtplan von 1961 noch enthalten. |

## Umbenannte Straßen und Plätze
Diese Tabelle enthält im Überblick die Namen von Straßen im Ortsteil, die im Verlauf der Zeit umbenannt worden sind, ihre damalige Namensherkunft und den heutigen (bzw. bei nicht mehr existenten Straßen den letzten) Namen. Weitere Details zu den Straßen sind in den obigen Tabellen bei den entsprechenden späteren Namen der Straßen zu finden.
| Früherer Name                                        | Namensherkunft | Heutiger/letzter Name                                                  |
| ---------------------------------------------------- | --- | ---------------------------------------------------------------------- |
| Adalbertstraße                                       | Adalbert von Preußen (1811–1873)                                                                                            | Maximilianstraße                                                       |
| Augustaplatz                                         | Augusta von Sachsen-Weimar-Eisenach (1811–1890), Deutsche Kaiserin                                                          | Münsterlandplatz                                                       |
| Augustastraße                                        | Augusta von Sachsen-Weimar-Eisenach (1811–1890), Deutsche Kaiserin                                                          | Münsterlandstraße                                                      |
| Bahnhofstraße                                        | Bahnhof Lichtenberg-Friedrichsfelde, später Bahnhof Lichtenberg                                                             | Wenddorfstraße, nicht mehr existent                                    |
| Berliner Straße                                      | Berlin | Hauptstraße, westlicher Teil zwischen Ringbahn und Karlshorster Straße |
| Frankfurter Chaussee                                 | Frankfurt (Oder) | Frankfurter Allee                                                      |
| Friedrichstraße                                      | Friedrich III (1831–1888), König von Preußen und Deutscher Kaiser                                                           | Wönnichstraße                                                          |
| Goethestraße                                         | Johann Wolfgang von Goethe, Dichter                                                                                         | Kernhofer Straße                                                       |
| Kantstraße                                           | Immanuel Kant, Philosoph | Kaskelstraße                                                           |
| Kietzer Weg                                          | nach dem nahegelegenen Lichtenberger Kietz                                                                                  | Schlichtallee                                                          |
| Lessingstraße                                        | Gotthold Ephraim Lessing, Schriftsteller                                                                                    | Spittastraße                                                           |
| Liebigstraße                                         | Justus von Liebig, Chemiker                                                                                                 | Archibaldweg                                                           |
| Ludwigstraße                                         | männlicher Vorname, vermutlich Ludwig III. von Bayern                                                                       | Eduardstraße                                                           |
| Luisenstraße                                         | Viktoria Luise von Preußen                                                                                                  | Eduardstraße                                                           |
| Magistrats-Hinterweg                                 | Magistrat von Berlin | Gleiwitzer Straße, nicht mehr existent                                 |
| Mozartstraße                                         | Wolfgang Amadeus Mozart, Komponist                                                                                          | Geusenstraße                                                           |
| Neue Prinz-Albert-Straße                             | Albert von Sachsen-Coburg und Gotha, Ehemann von Königin Victoria von Großbritannien und Irland                             | Lückstraße                                                             |
| Nowackstraße                                         | Kurt Nowack (1911–1931), SA-Mann.                                                                                           | Kaskelstraße                                                           |
| Ostbahnstraße                                        | Ostbahn, verläuft parallel zur Straße                                                                                       | Archibaldweg                                                           |
| Prinzenallee                                         | Prinz, Adelstitel | Einbecker Straße                                                       |
| Prinz-Albert-Straße, Verlängerte Prinz-Albert-Straße | Albert von Sachsen-Coburg und Gotha, Ehemann von Königin Victoria von Großbritannien und Irland                             | Nöldnerstraße                                                          |
| Rathausstraße                                        | Rathaus von Boxhagen-Rummelsburg, nach Eingemeindung Stadthaus genannt                                                      | Stadthausstraße                                                        |
| Rummelsburger Chaussee                               | Rummelsburg | Rummelsburger Landstraße                                               |
| Sadowastraße                                         | Sadowa, tschechisch (Sadová), Ort in Tschechien (Schlacht von Königgrätz 1866), auch Name eines Gasthauses in der Wuhlheide | Marktstraße (ihr östlicher Teil)                                       |
| Schillerstraße                                       | Friedrich Schiller, deutscher Dichter                                                                                       | Pfarrstraße                                                            |
| Stalinallee                                          | Josef Stalin, sowjetischer Diktator                                                                                         | Frankfurter Allee                                                      |
| Verlängerte Auguste-Victoria-Straße                  | Auguste Victoria, Deutsche Kaiserin                                                                                         | Blockdammweg, Abschnitt östlich des Hönower Wiesenwegs                 |
| Victoriaplatz                                        | Victoria (Vereinigtes Königreich), Victoria, britische Königin                                                              | Tuchollaplatz                                                          |
| Victoriastraße                                       | Victoria (Vereinigtes Königreich), Victoria, britische Königin                                                              | Leopoldstraße                                                          |
| Wilhelmstraße                                        | einer der preußischen Prinzen oder Könige dieses Namens                                                                     | Weitlingstraße                                                         |

## Kleingartenanlagen
Zum Ortsteil gehören umfangreiche Flächen mit Bahngelände, einschließlich der S-Bahnhöfe Nöldnerplatz und Rummelsburg und der Rummelsburger See mit den Uferlagen. Eine wichtige Einrichtung ist das Heizkraftwerk Klingenberg auf dem Gelände zwischen Hauptstraße / Köpenicker Chaussee und Saganer Straße.
- KGA ‚Blockdamm‘ (Blockdammweg 65, Lage)
Die 1922 gegründete Kleingartenanlage[69] liegt im Ortsteil. Hier gibt es die nicht öffentlich gewidmeten Straßen 
Kleckersdorfer Weg, Wilkesweg, Fliederweg und Wiesenweg.[70]

Die dreieckige Fläche zwischen Bahnlinie, Gewerbegebiet und Blockdammweg ist nur über den letzteren zugänglich. Die postalische Zuordnung (PLZ 10318) ist Karlshorst. 58 Parzellen liegen auf 12.091 m² landeseigenem und 18.278 m² privatem Pachtland. Die privaten Flächen und der Teil der landeseigenen Flächen, die für den Ausbau des übergeordneten Hauptstraßensystems vorgesehen sind, gelten als ungesichert, der Bebauungsplan liegt vor, ist aber nicht beschlossen.
- KGA ‚Paradies‘ (Fischerstraße 31)
- KGA ‚Sanssouci‘ (Fischerstraße 16 / Lückstraße), Lage, Kleingartenanlage mit 86 Parzellen. Davon sind 56 Parzellen auf 15.643 m² landeseigenem Pachtland als Dauerkleingartenanlage gesichert.[73] Dagegen ist der Status von acht Parzellen auf 2212 m² Privatland[71] und 22 Parzellen auf 6.244 m² Landesland[74] im Bestand ungesichert, da hier Straßenbau vorgesehen ist.
- Bahnlandwirtschaft ‚Sportplatz Kynaststraße‘ (Kynaststraße / Am Sportplatz, Lage) mit fünf Parzellen auf 1164 m² bahneigenem Gelände.